# Hélder Gonçalves
Hélder Alberto Maia da Silva Gonçalves (Luanda, 1970) mais conhecido por Hélder Gonçalves (n. Luanda) é um músico, produtor e compositor português. Faz parte do grupo Clã.

## Percurso
Na escola frequentou a área de Desporto e jogou voleibol federado no Desportivo da Póvoa, tendo recebido, a 26 de Junho de 2009, a Medalha de Mérito Social em Prata do Desportivo da Póvoa. Chegou a pensar ser professor de Educação Física mas o visionamento de um filme com os Rolling Stones motivou-o a ser artista.
Nasce em Luanda em 1970. Desde muito novo familiarizado com o mundo artístico (pai músico e artista plástico), começa a tocar baixo eléctrico aos 10 anos, como autodidacta, num “grupo de garagem" com o qual fez os primeiros concertos. Passados 4 anos, inicia já uma actividade semi-profissional, tocando com alguma regularidade. Paralelamente, ingressa no ensino clássico, tendo estudado, entre outras coisas, guitarra clássica. Com o crescer do interesse pelo Jazz, resolve matricular-se, em 1986, na Escola de Jazz do Porto, onde passou a leccionar pouco tempo depois.
Os anos seguintes foram de bastante trabalho com os mais variados projectos, essencialmente na área do jazz. Em 1992 integra o Sexteto de Mário Barreiros, no qual forma uma prestigiada reputação como contrabaixista.
Em Novembro de 1992 funda os CLÃ, um projecto por si idealizado, onde, para além de músico, é o principal compositor e arranjador. O grupo, já com vários álbuns de originais editados, bem como um álbum em parceria com Sérgio Godinho, um duplo álbum ao vivo e o DVD "Gordo Segredo", é conhecido pelas suas fortes prestações em palco.
Tocou durante algum tempo no Quarteto de Rui Azul. É possível ouvi-lo no tema "Freedom Jazz Dance", ao vivo no Festival de Jazz do Porto (1992) e participou também no disco "Saxofonemas" de Rui Azul (1995). Fez parte do coletivo The Fu-Jam [Dream Band] que aparece na compilação "República das Bananas" (1996).
Em 2000 foi co-produtor, com Nuno Rafael, do disco "Lupa" de Sérgio Godinho. Em 2001 produziu o álbum “Afinidades - Clã e Sérgio Godinho”
Compôs também para teatro, bem como uma banda sonora original para o clássico de Murnau “Nosferatu”, a convite da Porto 2001 (projecto interpretado ao vivo pelos Clã)
Participa no single "Um Pouco Mais de Azul" dos Moderados de Paranhos (2003). Faz parte dos Humanos(como arranjador, produtor e músico), que recriaram  a música deixada por António Variações.
Volta a colaborar com Sérgio Godinho para quem escreve a música de "O Big One da Verdade".
O hino do FIMP-Festival de Marionetas do Porto, interpretado pela F.R.I.C.S., é da autoria de Hélder Gonçalves e do poeta Valter Hugo Mãe.
Em 2009 produz o álbum de estreia dos Virgem Suta. Escreveu também uma música para o teatro da Palmilha Dentada.
Em 2010 produz o segundo álbum de originais de Nuno Prata, Deve Haver. Foi ainda responsável pelos arranjos e direcção musical da peça “Amor Solúvel”, de Carlos Tê. Em 2011 faz o arranjo do tema "Mão na música" incluído no disco  "Mútuo Consentimento" de Sérgio Godinho. Em 2012 produz o segundo álbum de originais dos Virgem Suta, "Doce Lar".
Em 2013 participa no espetáculo "Caríssimas Canções" de Sérgio Godinho editado também em CD. A propósito da Carta Branca do CCB a Manuela Azevedo colabora com ela e com Victor Hugo Pontes no espetáculo "COPPIA".
Dividiu a produção dos álbuns Rosa Carne e Cintura, dos Clã, com Mário Barreiros e produziu os seguintes álbuns da banda. Realizou alguns pequenos videos dos Clã e o teledisco de "Amuo" em conjunto com Victor Hugo Pontes.